# 河鰭実文
河鰭 実文（かわばた さねふみ）は、日本の公家、政治家。位階は従二位。爵位は子爵。
元老院議官、貴族院議員、錦鶏間祗候などを歴任した。

## 来歴
戊辰戦争では錦旗奉行となり、慶応4年（1868年）4月には有栖川宮熾仁親王に従って江戸城に入った。
明治3年（1870年）東京府権少参事となり、その後、内務省権少書記官などを務めた。明治6年（1873年）イギリスに留学し、帰国後、華族会館副幹事となった。華族令に基づき、1884年（明治17年）7月8日、子爵となる。その後、第1回貴族院子爵議員選挙にて貴族院議員に選出された。1890年（明治23年）10月20日、錦鶏間祗候となる。明治43年（1910年）7月16日、66歳で没した。墓所は多磨霊園の他、遺髪塚が京都市右京区二尊院にある。

## 政策・主張
華族の学問の切磋と子弟の教育を図るため、秋月種樹らとともに「通款社」を結成した。イギリス留学の経験から、イギリスの繁栄は議会によるところが大きいと考えていた。そのため、日本も国会開設後は華族が上院議員として役割を果たすべきだと唱え、華族に対して議会制度を学ぶよう主張した。この通款社の動きは、のちに華族会館の設立に繋がっていく。なお、帝国議会開設後は、自身も第1回貴族院子爵議員選挙にて貴族院議員に選出されている。

## 家族・親族
- 三条季晴（高祖父） - 公卿
- 一条道香（高祖父） - 公卿
- 山内豊敷（高祖父） - 大名
- 三条実起（曾祖父） - 公卿
- 一条輝良（曾祖父） - 公卿
- 山内豊雍（曾祖父） - 大名
- 三条公修（祖父） - 公卿
- 山内豊策（祖父） - 大名
- 三条実万（父） - 公卿
- 河鰭公述（養父）- 公家
- 三条公睦（兄） - 公卿
- 三条実美（兄） - 公卿・政治家
- 細川韶邦（義兄） - 大名
- 河鰭実英（甥・養孫） - 宮内官僚・歴史学者